# 조은희 (정치인)
조은희(趙恩禧, 1961년 5월 20일~)는 대한민국의 기업인, 정치인이다. 제21·22대 국회의원이다.
민선6·7기 서울특별시 서초구청장(2014~2021)을 지냈다. 개명 전 이름은 조옥화이다. 구청장 재직 중이던 2021년 말, 서초구 갑 국회의원 보궐선거 출마를 위해 사퇴하였다. 그리고 국민의힘 후보자로 선출되었으며, 2022년 3월 재보궐선거에서 72.72%의 득표율로 당선되었다.

## 학력
- 1974년 대구서도국민학교 졸업
- 1977년 경일여자중학교 졸업
- 1980년 경북여자고등학교 졸업
- 1984년 이화여자대학교 영어영문학과 졸업(영문학사)
- 1987년 서울대학교 대학원 국어국문학과 석사과정 졸업, 문학석사(학위논문명: 한국현대시에 나타난 다다이즘.초현실주의 수용양상에 관한 연구)
- 2004년 단국대학교 대학원 행정학과 졸업, 행정학박사(학위논문명 - 정부 브랜드 이미지의 측정에 관한 연구 : 척도개발을 중심으로)
- 2006년 미국 아메리카대 선거캠페인최고전문가과정 수료

## 경력
- 경향신문·영남일보 기자
- 1998. 2.~1999. 12. 김대중 정부 대통령비서실 행사기획비서관, 문화관광비서관
- 2002. 8.~2006. 2. 우먼타임스 편집국 국장, 편집위원장
- 2003~2004 (주)조&커뮤니케이션 CEO
- 2005~2006 미국 조지타운대학교 visiting scholar
- 2006~2008 한양대학교 행정대학원, 언론정보대학원 겸임교수
- 2007~2009 연구공간 여성과 정책 대표
- 2007~2009 (사)양성평등실현연합 공동대표
- 2007년 제17대 대통령 선거 한나라당 이명박 대통령 후보 선거대책위원회 양성평등본부 수석부본부장 겸 홍보분과위원장
- 2007. 12.~2008. 2. 제17대 대통령직인수위원회 사회교육문화분과 전문위원
- 2008. 5.~2010. 7. 서울특별시청 여성가족정책관(1급)
- 2010. 7.~2011. 8. 서울특별시 정무부시장(차관급,여성 최초)
- 2011~2012 (사)한국정책분석평가학회 부회장
- 2013~2014 세종대학교 행정학과 초빙교수
- 2014. 6. 4. 제6회 전국동시지방선거 당선(민선 6기, 서울특별시 서초구청장, 새누리당, 초선)
- 2014 .7. 1.~2018. 6. 30. 제8대 서울특별시 서초구청장(민선 6기, 새누리당→자유한국당, 초선)
- 2018. 6. 13. 제7회 전국동시지방선거 당선(민선 7기, 서울특별시 서초구청장, 자유한국당, 재선)
- 2018 .7. 1.~2021. 11. 9. 제9대 서울특별시 서초구청장(민선 7기, 자유한국당→미래통합당→국민의힘, 재선)
- 2021. 12.~2022. 1. 제20대 대통령 선거 국민의힘 윤석열 대통령 후보 선거대책위원회 중앙선거대책위원회 국민공감미래정책단 공동단장
- 2022. 2.~ 국민의힘 서울특별시당 서초구 갑 당원협의회 위원장
- 2022. 3. 9. 2022년 3월 재보궐선거 당선(서울 서초구 갑, 국민의힘, 초선)
- 2022. 4.~2023. 4. 국민의힘 원내부대표
- 2022. 6.~2022. 10. 국민의힘 물가민생안전특별위원회 위원
- 2022. 11.~2023. 3. 국민의힘 민생경제안정특별위원회 위원
- 2022. 11.~2022. 12. 국민의힘 이태원 사고조사 및 안전대책 특별위원회 위원 겸 안전대책소위 위원
- 2023. 3. 국민의힘 민생희망특별위원회 위원
- 2023. 7. 국민의힘 약자와의동행위원회 사회안전분과 위원장
- 2023. 11.~2024. 4. 국민의힘 공정선거 제도개선 특별위원회 위원
- 2023. 11.~2024. 2. 국민의힘 뉴시티프로젝트 특별위원회 위원
- 2023. 11.~2024. 4. 국민의힘 제22대 국회의원 선거 총선기획단 위원
- 2024. 4. 10. 대한민국 제22대 국회의원 선거 당선(서울 서초구 갑, 국민의힘, 재선)
- 2024. 5.~2024. 7. 국민의힘 황우여 비상대책위원장 비서실장
- 2024. 6.~2024. 7. 국민의힘 정책위원회 산하 시급한 민생 현안 해결을 위한 저출생대응특별위원회 위원
- 2024. 8.~2024. 12. 국민의힘 격차해소특별위원회 위원
- 2024. 9.~2025. 6. 국민의힘 딥페이크 성범죄 대응을 위한 특별위원회 부위원장
- (재)송상현 국제정의평화인권재단 이사
- 2024. 9.~ 국민의힘 호남동행 국회의원 발대식 명예의원(전라남도 나주시)
- 2024. 11.~2025 .6. 국민의힘 정책위원회 산하 AI 세계 3대 강국 도약 특별위원회 위원
- 2024. 12.~ 국민의힘 제주공항 여객기 사고 수습 TF 위원
- 2025. 1.~2025. 7. 국민의힘 정책위원회 부의장(국회운영위·법제사법위·교육위·외교통일위·국방위·행정안전위·문화체육관광위·보건복지위·정보위·여성가족위 담당)
- 2025. 3.~: 국민의힘 헌법개정특별위원회 위원
- 2025. 3.~ 국민의힘 산불재난대응 특별위원회 위원
- 2025. 4.~2025. 5. 제21대 대통령 선거 국민의힘 대통령 후보경선 선거관리위원회 위원
- 2025. 7.~2025. 8. 국민의힘 비상대책위원

### 의정 활동
- 2022. 3.~2024. 5. 제21대 국회의원(서울 서초구 갑, 국민의힘, 초선)
  - 2022. 3.~2022. 5. 제21대 국회 전반기 외교통일위원회 위원
  - 2022. 5.~2022. 5. 제21대 국회 전반기 국회운영위원회 위원
  - 2022. 7.~2023. 4. 제21대 국회 후반기 국회운영위원회 위원
  - 2022. 7.~2024. 5. 제21대 국회 후반기 행정안전위원회 위원
    - 제21대 국회 후반기 행정안전위원회 법안심사 제1소위원회 위원

  - 2022. 7.~2024. 5. 제21대 국회 후반기 여성가족위원회 위원
    - 제21대 국회 후반기 여성가족위원회 법안심사소위원회 위원

  - 2022. 7.~2022. 7. 제21대 국회 후반기 예산결산특별위원회 위원
  - 2022. 7.~2022. 10. 제21대 국회 민생경제안정특별위원회 위원
  - 2022. 11.~2023. 1. 제21대 국회 용산 이태원 참사 진상규명과 재발방지를 위한 국정조사 특별위원회 위원
  - 2024. 2.~2024. 2. 제21대 국회 대법관(신숙희·엄상필) 임명 동의에 관한 인사청문 특별위원회 위원
- 2024. 5.~ 제22대 국회의원(서울 서초구 갑, 국민의힘, 재선)
  - 2024. 6.~2025. 5. 제22대 국회 전반기 행정안전위원회 간사
    - 제22대 국회 전반기 행정안전위원회 법안심사제2소위원회 위원장

  - 2024. 6.~2025. 5. 제22대 국회 전반기 여성가족위원회 위원
    - 제22대 국회 전반기 여성가족위원회 예산결산심사소위원회 위원
    - 제22대 국회 전반기 여성가족위원회 청원심사소위원회 위원장

  - 국부포럼 구성의원
  - 국회인구전략포럼 2.0 구성의원
  - 2024년 12월 03일 윤석열의 계엄령에 대해서 12월 04일 국회 행전안전위원회의 회의에서 윤석열의 내란에 대해 반발하여 전체 퇴장을 지시하였다.
  - 2025. 3.~ 제22대 국회 전반기 기후위기 특별위원회 위원
  - 2025. 5.~ 제22대 국회 전반기 여성가족위원회 간사
  - 2025. 5.~ 제22대 국회 전반기 문화체육관광위원회 위원
  - 2025. 6.~ 제22대 국회 전반기 예산결산특별위원회 위원

## 구정활동

### 서울시 25개 자치구 중 유일야당 구청장
2018년 민주당 열풍이었던 제7회 지방선거에서 한국당 후보로 출마했으며, 서울시 25개 자치구에서 유일하게 승리를 이끌어내 주목받았다. 조은희 서초구청장이 당선될 수 있었던 이유에 대해서는 초선 시절부터 이념지향이 아닌 시민생활에 실질적으로 보탬되는 생활행정을 추구하며 지역 시민들로부터 지지를 얻었기 때문이라는 평가가 나온다. 실용적인 변화를 이끌어내고, 묵혀있던 굵직한 현안들을 해결하면서 선거 당시 주민들 사이에서도 '다른 건 다 민주당 찍어도 구청장만 2번을 찍었다'라고 이야기가 많았다고 한다. 실제로 2014년 선거(초선)에 비해 민주당 열풍이 거세진 2018년 선거(재선)에서 더 높은 득표율을 기록하며 인기를 증명했다. 동시에 치러진 서초구의 다른 모든 선거에서 민주당 후보나 정당 지지율이 자유한국당보다 5~10% 정도 앞서는데 유독 구청장 하나만 정반대의 결과가 나온 점도 눈에 띄었다. 진보 성향의 온라인 커뮤니티에도 “서초구청장 조은희 당선인, ‘뽑을 수밖에 없었다’ 평가 듣는 이유”라는 제목으로 조 구청장의 이런 업적을 소개한 내용이 올라오기도 했다.

### 대표 정책사례
서초구가 하면 '표준이 된다'고 강조하고 있으며, 조 구청장의 대표 정책사례로는 시범사업을 통해 전국으로 확산된 '서리풀원두막'이 손 꼽힌다. 
- 서리풀원두막‧트리: 조 구청장의 가장 대표적인 업적으로 손꼽힌다. 대부분 한여름철, 그늘없는 횡단보도에 세워져있는 폭염그늘막 아래 그늘에 서본 경험이 있을테다. 그 표준모델이 서초구의 '서리풀원두막'이라고 한다. 초기 시범사업 당시에는 도로점용법상 마찰도 있었으나 주민들 호응이 높아, 2019년 4월 행정안전부 그늘막 설치 기준으로 선정되어 전국적으로 확산됐다. 서초구의 그늘막은 유럽연합(EU)·영국 환경청이 공식 인정하는 친환경상인 '그린 애플 어워즈'를 수상하기도 했다. 이 원두막은 동절기에는 '서리풀트리'로 변신한다. 거리를 걷다가 곳곳에서 보이는 서리풀트리는 겨울 분위기를 물씬 낸다.
- 모자보건지소: ‘서초모자보건지소’는 임신 준비부터 출산, 육아 교육까지 최초의 임산부·영유아에 특화된 보건지소이다. 모자 맞춤형 건강관리 서비스를 제공하여 ‘국제비지니스대상 금상’ 수상 및 타 지자체에서 벤치마킹하는 등 모자보건정책의 선도적 모범사례로 손꼽힌다. 이외에도 영유아 보육을 위한 다양한 정책 덕분에 맘카페 등 엄마들 사이에서 인기가 많다. 맘카페 게시물과 댓글들을 보면 ‘어떻게 알았는지 엄마들에게 필요한 것들을 센스있게 챙겨준다’며 엄마들의 전폭적인 지지를 얻고 있다.
- 스마트시니어 사업: 어르신들의 디지털 접근성과 삶의 질을 높이기 위해 추진하는 사업이다. 디지털 무인판매기인 ‘키오스크’나 VR, IoT기기 등 디지털기기 활용능력에 따라 삶의질에 차이가 나는 시대이다. 오늘날 키오스크는 터미널 티켓발권, 카페 음료주문, 영화관, 식당, 은행 등 전방위에서 활용되고 있으나, 어르신들은 디지털기기를 활용하기 두려워 매장 직원에 의지하는 경우가 많다. 서초구는 이러한 변화 속에 어르신들이 디지털 환경에 적응할 수 있도록 전국 최초로 키오스크교육, IT체험존 등 '스마트시니어' 사업을 추진하고 있다.

## 주요 수상내역
- 레지옹 도뇌르 슈발리에장(2022.05.30)) : 레지옹 도뇌르는 1802년 나폴레옹 1세가 제정한 프랑스 정부 최고 권위의 훈장이다. 서초구청장으로 재임기간 동안 파리15구와 서초구의 교류협력 및 양국 문화교류 후원 등 프랑스와의 관계 강화에 기여한 공적을 인정받았다고 한다.
- 전국 기초단체장 공약이행 및 정보공개 평가, 5년 연속 SA(최고등급):  조은희 의원이 구청장으로 재직 동안 서초구는 한국매니페스토실천본부가 전국 지방자치단체를 대상으로 주관하는 공약이행률 평가에서 5년 연속('17년~'21년) 최고 등급을 받았다. 구청장 사직 직후인 2022년도에도 최고등급을 받아 서초구는 6년 연속 최고등급을 받았다.
- 행안부 '정부혁신 우수사례' 1위(2021.07): 서초구는 행안부가 운영하는 '정부혁신 1번가' 전국 지자체 우수사례 총 649건 중 전국 최다 건수인 110건의 '우수 혁신 사례'를 등재해, 압도적인 격차로 1위를 차지했다. 이 기록은 2022년 현재도 유지되고 있다.
- 전국 지방자치단체 평가서 종합1위(2019.02): 서초구(구청장 조은희)는 행정안전부가 후원, 한국지방자치학회 등이 주관한 ‘2019년도 전국 지방자치단체 평가’에서 전국 69개 자치구 중 종합 1위에 선정된 바 있다.
- 대통령상 3관왕(2019): 서초구는 2019년 행안부 주관 재난관리평가(5월), 환경부 주관 환경대상(6월), 제21회 대한민국 디자인 대상(11월)을 수상했다. 이후로도 환경대상, 디자인 대상을 수상했으나, 2019년도는 특히 대통령상 3관왕을 휩쓸며 화제가 됐다. (서초구 디자인 여담 : 공사가림막에 등장한 '구구구 디자인'으로 유머사이트에 퍼지며 큰 화제가 됐다)

## 저서
- 한국의 퍼스트레이디(2007)

## 역대 선거 결과
|  | 49.86% |

|  | 52.38% |

|  | 72.72% |

|  | 68.44% |

## 소속 정당
| 소속 정당 | 소속 정당    | 소속 기간 | 비고      |
| --------- | ------------ | --------- | --------- |
|           | 새천년민주당 | 2000~2005 | 정계 입문 |
|           | 민주당       | 2005~2007 | 당명 변경 |
|           | 무소속       | 2007      | 탈당      |
|           | 한나라당     | 2007~2010 | 입당      |
|           | 무소속       | 2010~2011 | 탈당      |
|           | 한나라당     | 2011~2012 | 복당      |
|           | 새누리당     | 2012~2017 | 당명 변경 |
|           | 자유한국당   | 2017~2020 | 당명 변경 |
|           | 미래통합당   | 2020      | 합당      |
|           | 국민의힘     | 2020~현재 | 당명 변경 |

## 같이 보기
- 서울 서초구의 국회의원
- 서초구 갑
- 서초구청장
- 서울특별시 부시장